# 1352
Năm 1352 là một năm trong lịch Julius.